# HD 40151
HD 40151，又名BD-22 1269，SAO 171034、HR 2086，是一颗恒星，视星等为5.96，位于銀經228.25，銀緯-21.88，其B1900.0坐标为赤經5h 52m 2.3s，赤緯-22° -21.88′ 18″。